# Sedu Bradshaw
Sedu Bradshaw, né le 13 novembre 2002, est un footballeur international anguillan évoluant au poste de défenseur.

## Biographie

### En sélection
Le 21 mars 2021, Sedu Bradshaw fait ses débuts avec Anguilla contre les îles Vierges des États-Unis en remplaçant Kian Duncan à la 66e minute lors d'un match amical.
Le 27 mars 2021, pour sa deuxième sélection, Sedu Bradshaw remplace Bakari Battice à la 41e minute à l'occasion d'un match d'Anguilla contre la République dominicaine, dans le cadre du premier tour des éliminatoires de la zone CONCACAF de la Coupe du monde 2022 (défaite 0-6).